# Totutla (municipalité)

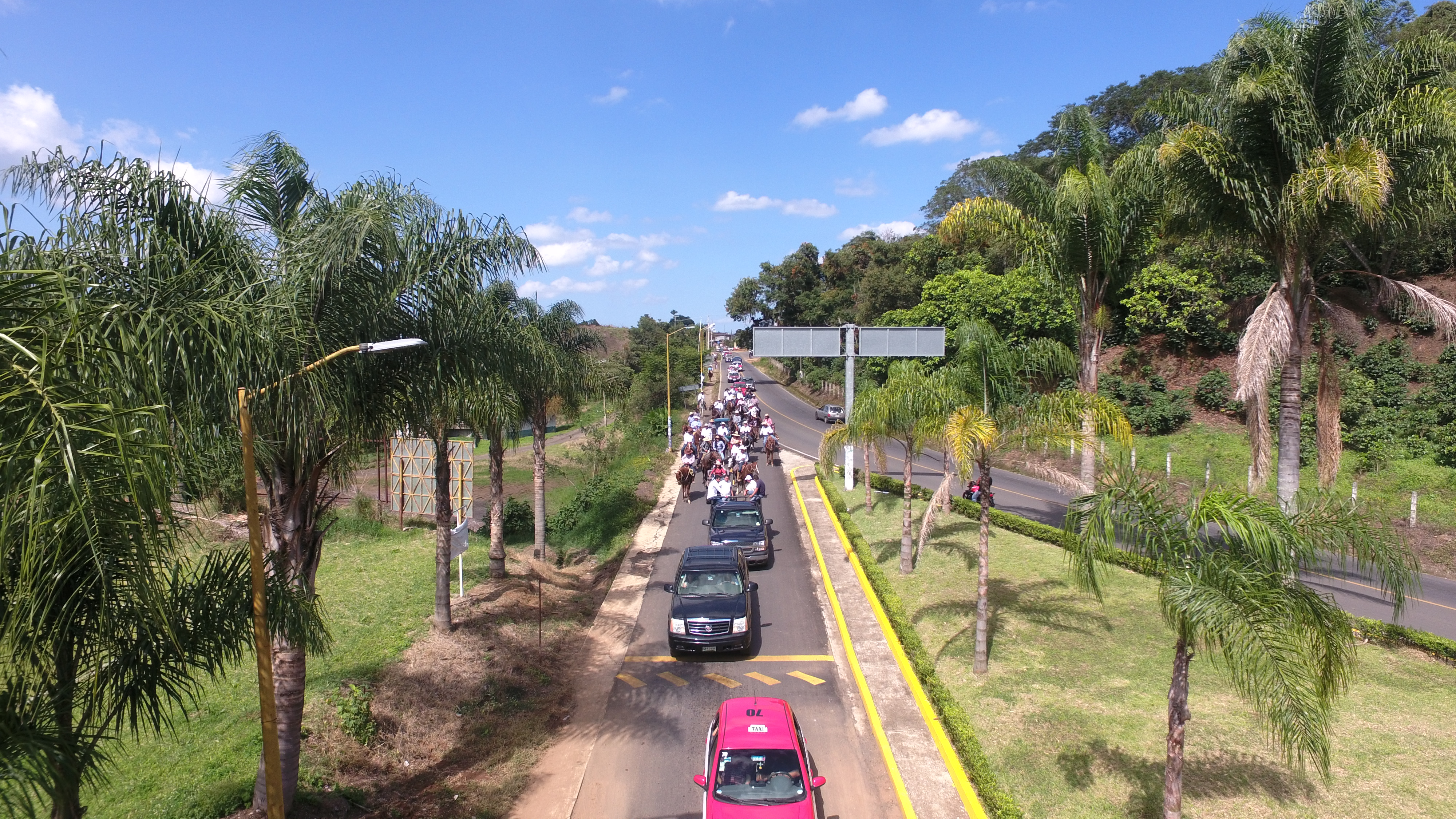
Défilé traditionnel en l'honneur de Santiago Apostol chaque 25 juillet dans la municipalité de Totutla (07/25/2018)

La municipalité de Totutla est l'une des 212 municipalités de l'État de Veracruz, et est située dans la partie centrale de cet État. Située à l'ouest du golfe du Mexique, sur les contreforts montagneux de la Sierra Madre orientale, elle est arrosée par des affluents du fleuve Río Antigua. Son chef-lieu est la ville éponyme de Totutla. Elle dépend de la région administrative de Las Montañas, qui est une des 10 subdivisions administratives de l'État de Veracruz.

## Géographie
La municipalité de Totutla s'étend d'ouest en est, et par une excroissance du sud-ouest au nord-est, au sein du bassin versant du fleuve Río Antigua, que de petits cours d'eau alimentant ce fleuve traversent. Elle est assise sur les contreforts de la chaîne de montagnes de la Sierra Madre orientale, avec une altitude oscillant entre 700 et 1500 mètres. Son chef-lieu, la ville éponyme de Totutla, se trouve dans ses confins sud-ouest. Son territoire couvre une superficie de 97,8 km2, et était peuplé en 2020 de 17 217 habitants, pour une densité de 176,1 habitants par km2.
La municipalité est limitrophe au nord de celle de Tenampa, au nord-ouest de celle de Tlaltetela, au sud de celles de Huatusco, Sochiapa, Comapa et de Tlacotepec de Mejía, et à l'est de celles de Puente Nacional et à nouveau de Tlaltetela.

## Composition et démographie
La municipalité était composée en 2020 de 33 localités, dont une seule était considérée comme urbaine, les autres étant rurales.
| Localité            | Population |
| ------------------- | ---------- |
| Totutla             | 4051       |
| Mata Obscura        | 1653       |
| Mata de Indio       | 1640       |
| Tlapala             | 1582       |
| Zapotitla           | 815        |
| Reste des localités | 7476       |
| Total population    | 17 217     |

En plus de l'espagnol, plusieurs langues amérindiennes sont parlées dans la municipalité, dont les principales sont par ordre d'importance : le nahuatl et l'huave.

## Histoire
En 1831, la municipalité de Totutla comprenait les futures municipalités de Comapa, Tenampa et Tlacotepec. Celle de Tenampa verra ses contours délimités en 1885.

## Économie

### Agriculture et élevage
La superficie des parcelles semées représentait en 2019 une surface totale de 8340 hectares, parmi lesquels 5500 hectares étaient voués à la culture du caféier, 2350 hectares étaient voués à la culture de la canne à sucre, et 445 hectares étaient voués à celle du maïs.
En 2020, la production de viande par tonnes comprenait 123,5 tonnes de viande bovine, 231,9 tonnes de viande porcine, 21,7 tonnes de viande ovine, 0,1 tonne de viande caprine, 264,9 tonnes de volailles, et 1,8 tonne de dinde. La superficie vouée à l'élevage représentait alors 669 hectares.